# فرودگاه نیروی هوایی سلطنتی هانینگتون
فرودگاه نیروی هوایی سلطنتی هانینگتون (به انگلیسی: RAF Honington) یک فرودگاه نظامی با کد یاتا BEQ است که یک باند فرود آسفالت دارد و طول باند آن ۲۷۴۷ متر است. این فرودگاه در کشور انگلستان قرار دارد و در ارتفاع ۵۳ متری از سطح دریا واقع شده است. ستاد فرماندهی هنگ نیروی هوایی سلطنتی در این فرودگاه قرار دارد.